# Smos (Ketnet)
Smos is een kinderprogramma dat iedere werkdag te zien was op Ketnet. De reeks gaat over drie vrienden die in hun clubhuis allemaal avonturen beleven.

## Verhaal
De serie gaat over drie vrienden, Stef (Anna Vercammen), Maarten (Danny Timmermans) en Oscar (Joris Hessels), die bij elkaar komen in hun clubhuis. Dat clubhuis staat precies op hun 'drietuinenpunt', want ze zijn immers buren. De naam van het clubhuis, Smos, staat voor 'Stef, Maarten en Oscar samen'. Tussen de scènes door komen filmpjes uit binnen- en buitenland, die gaan over het desbetreffende onderwerp van die afleveringen.

## Acteurs
- Stefanie - Anna Vercammen
- Maarten - Danny Timmermans
- Oscar - Joris Hessels
- Kapitein - (onbekend)

## Medewerkers
- Scenario - Dirk Nielandt e.a.
- Script-editing - Steve De Wilde
- Productie - Catherine Castille
- Programmamanager - Kristin Verboven

## Afleveringen
| Seizoen | Afleveringen | Uitzenddatum                        |
| ------- | ------------ | ----------------------------------- |
| 1       | -            | vanaf 19 december 2004              |
| 2       | -            | 2005                                |
| 3       | -            | vanaf 27 maart 2006                 |
| 4       | -            | 2007                                |
| 5       | 15           | 11 februari 2008 - 29 februari 2008 |